# Dicilingán
Dicilingán (Dicilingan Island) es una isla situada en Filipinas, adyacente a la de Busuanga, isla que forma parte del grupo de Calamianes.
Administrativamente forma parte del barrio de Concepción  del municipio filipino de tercera categoría de Busuanga perteneciente a la provincia  de Paragua en Mimaro, Región IV-B.

## Geografía
Isla Busuanga es la más grande del Grupo Calamian situado a medio camino entre las islas de Mindoro (San José) y de Paragua (Puerto Princesa), con el Mar de la China Meridional a poniente y el mar de Joló a levante. Al sur de la isla están las otras dos islas principales del Grupo Calamian: Culión y Corón.
Dicilingán se encuentra en el Mar de la China Meridional, a poniente de Isla Busuanga. Esta isla tiene aproximadamente 1.360 metros de largo, en dirección este-oeste, y unos 470 metros en su línea de mayor anchura.
Forman parte del barrio de Concepción, cuya sede se encuentra en isla de Busuangán, las siguientes islas e islotes: Pagtenga o Cay del Norte, Pagbinit o Cay del Sur, Maltatayoc, Dicilingán, Dasilingán (Dicilingán Maliit) , Horse, Malcatop, Malcatop Oriental, Dicoayán y Calumboyán.